# Trg Osvobodilne Fronte
Trg Osvobodilne Fronte (deutsch: Platz der Befreiungsfront) ist der Name des Platzes und einer Straße vor dem Bahnhof von Ljubljana, der Hauptstadt Sloweniens, im Stadtbezirk Center. Der Name erinnert an die Osvobodilna Fronta, die Befreiungsfront der slowenischen Nation im Zweiten Weltkrieg.

## Geschichte
Der Platz wurde 1952 angelegt, als man den Teil der Masaryk-Straße vor dem Bahnhof von Ljubljana umbenannte.
Zuvor war die Straße unter folgenden Namen bekannt: Cesta na južno železnico /Südbahnstraße (1876 bis 1923), Masarykova cesta (1923 bis 1941 und 1948 bis 1952), Cesta Soške divizije (1941 bis 1943), Cesta 800 let Ljubljane (1943 bis 1948).

## Lage
Der Platz liegt direkt vor dem Laibacher Bahnhof. Der Busbahnhof Ljubljana befindet sich in der Mitte des Platzes. An den Seiten sind Parkplätze eingerichtet. 

## Abzweigende Straßen
Der Trg OF berührt folgende Straßen und Orte (von West nach Ost): Slovenska cesta, Miklošičeva cesta, Kolodvorska ulica, Resljeva cesta und Masarykova cesta.

## Bauwerke und Einrichtungen
- Bahnhof Ljubljana

### Rudolf-Maister-Denkmal
Seit 1999 steht gegenüber dem Eingang des Hauptbahnhofs an der Ecke Platz der Befreiungsfront und Kolodvorska ulica ein Reiterstandbild von Rudolf Maister (1874 bis 1934), gestaltet von Jakov Brdar. Ein zweites ähnliches Monument von Boštjan Putrih steht am Eingang zum slowenischen Verteidigungsministerium in der Vojkova cesta.